# Solage
Solage est un compositeur français de la fin du XIVe siècle, apparenté à l'ars subtilior. C'est un des compositeurs les plus représentés dans le Codex Chantilly.

## Biographie
On ne sait rien de plus de la vie de Solage que ce que l'on peut déduire des textes de sa musique. Son nom même est un puzzle. Il est possible que le nom «Solage» soit un surnom ou un pseudonyme, semblable à d'autres connus de l'époque, comme Grimace ou Hasprois. «Solage» et «soulage» sont des variantes de l'ancien français solaz, qui signifie «consolation», «joie» ou «divertissement». Dans le refrain  de Calextone qui fut dame, le compositeur fait une référence à lui-même, jouant sur la double signification du mot «soulage». Toutefois, la possibilité qu'il s'agisse d'un nom authentique ne peut être exclue. L'une des attributions du Codex Chantilly comprend le J initial enveloppé dans le nom, il est donc possible que son prénom soit Jehan. Il y a beaucoup de références à des gens de l'époque qui s'appelaient Jean Soulas, nom que l'on retrouve encore aujourd'hui, et le nom de famille Soulage ou Soulages existait aussi, par exemple, Guillaume de Soulages, comte de Canillac, dont il est question dans un mariage en 1392. Néanmoins, il n'y a aucun candidat sérieux pour ce compositeur. La suggestion de Gilbert Reaney selon laquelle le prénom du compositeur aurait pu être Charles reposait sur une identification spéculative de Solage avec un autre compositeur trouvé dans le Codex Chantilly, Goscalch, «un nom plutôt allemand» qui pourrait être une anagramme de « Ch. Solag(e) ». Cependant, l'affirmation de Reaney selon laquelle le nom ne se trouve nulle part ailleurs que dans le Codex Chantilly s'est révélée fausse, car plusieurs autres identifications ont été trouvées, et l'identité possible des deux compositeurs a été rejetée.
Des références spécifiques dans les textes de certaines de ses chansons indiquent qu'il était probablement associé à la cour royale française. La ballade S'aincy estoit glorifie Jean, duc de Berry, et a été écrite pour célébrer son second mariage, avec Jeanne II d'Auvergne, qui eut lieu en grande pompe près d'Avignon le 25 mai 1389. Les deux ballades Corps femenin par vertu de nature de nature et Calextone qui fut dame font également référence à Jeanne II d'Auvergne, et les textes montrent que la première a été composée peu avant et la seconde peu après ce mariage. S'il est tentant de supposer que Solage aurait pu être au service du duc de Berry, il est tout aussi probable qu'il était au service de Gaston Fébus, comte de Foix, qui avait un intérêt financier considérable dans ce mariage.
Il y a aussi un lien possible avec la cour de Jean Galéas Visconti, duc de Milan, dans le texte du virelai de Solage, Joieux de Cuer, ou du moins une indication d'un échange culturel avec lui. La devise de la famille Visconti, «a bon droit», est placée bien en vue au début de la neuvième ligne, au début de la reprise de la première section musicale et juste avant le retour du refrain. Bien que Jean Galéas mourut en 1402, sa fille Valentine continua à employer la devise jusqu'à sa mort en 1408. Dans sa chanson Pluseurs gens Solage mentionne Jacqueline, petite-fille de Philippe le Hardi née en 1401 et fiancée en 1403. L'association avec Jacqueline est toutefois conjecturale, puisque le nom que l'on trouve actuellement chez Pluseurs gens est « Jaquete ».

## Poésie
Comme les textes des chansons de Solage ne se retrouvent que dans ses arrangements musicaux, et parce qu'ils montrent parmi eux des tournures de phrases apparentées ainsi que des préférences syntaxiques et lexicales qui donnent un sens d'unité, il est probable qu'il ait écrit les mots aussi bien que la musique. D'autres compositeurs représentés dans le Codex de Chantilly étaient probablement aussi des poètes-compositeurs, en particulier Jacob Senleches.
Les deux ballades Corps femenin et Calextone qui fut dame sont un exemple particulièrement clair d'interrelations textuelles. La première est basée sur l'acrostiche «Cathelline la royne damours», et la seconde commence avec ce qui pourrait être le même acrostiche, «Cathelli...», mais les deuxième et troisième strophes de cette ballade ne sont pas conservées. Il n'y a pas d'autres exemples survivants de ces ballades jumelles dans la littérature de cette période.

## Musique
D'un point de vue stylistique, les œuvres de Solage présentent deux personnalités distinctes : une première relativement simple, généralement associée à son grand prédécesseur Guillaume de Machaut, et une deuxième plus recherchée, qui élabore des complexités dans les domaines de la hauteur et du rythme, ce qui est caractéristique de l'ars subtilior. Ces deux styles existent la plupart du temps séparément dans des chansons différentes mais se retrouvent parfois mélangés dans une seule composition, où ils peuvent être utilisés pour souligner la structure musicale et poétique. Dans ses pièces plus simples de style « Machaut », Solage fait néanmoins de nombreux choix personnels qui sont très différents de ce que fait Machaut habituellement. De plus, le style plus simple n'est pas nécessairement l'indication d'une date antérieure ni le style complexe le signe d'une date ultérieure. Solage utilise ses techniques pour lier le texte et la musique, que ce soit en termes de forme ou de sens. Néanmoins, une partie de sa musique dans le style ars subtilior était assez expérimentale : l'exemple le plus connu dans ce style complexe est son Fumeux fume par fumée, qui est extrêmement chromatique pour l'époque et contient aussi l'une des tessitures vocales les plus graves de cette période.
Le rondeau de Solage est associé à l'école littéraire présumée nommée « fumeurs ». Il y a eu de nombreuses interprétations concernant ce sobriquet. Bien qu'il soit tentant de supposer qu'il s'agit de la fumée d'une drogue, l'explication la plus simple dans le cas de l'œuvre ci-dessus est qu'elle a été écrite pour les Fumeurs parisiens, « une clique littéraire excentrique de bohémiens ostentatoires et vêtus avec des tenues ostentatoires qui se sont nommés d'après Jean Fumeux et ont fleuri dans les années 1360 et 1370 » (Anon.)
Selon un chercheur, la poésie d'Eustache Deschamps, qui contient la plupart des références aux fumeurs qui ont survécu, était satirique. La littérature associée aux Fumeurs est datée entre 1366 et 1381, et la ballade Plusieurs gens voy qui leur pensee de Solage y fait également allusion. Dans ses Règles de la Seconde Rhétorique, Deschamps prétend être le neveu de Machaut, et dans sa Ballade 447 affirme «[Machaut] m'a élevé et m'a fait beaucoup de bonté». Bien qu'il n'y ait pas eu de vérification indépendante de ces allégations, il semble probable qu'elles aient été étroitement liées (page 1977, 484). D'autre part, si les Fumeurs étaient littéralement des fumeurs, puisque le tabac n'était pas connu en Europe avant deux siècles, une autre drogue, par exemple le haschisch ou l'opium, a dû être impliquée. Cependant, le consensus actuel parmi les musicologues est qu'il n'y avait pas de tabagisme. Au Moyen Âge, l'expression française "avoir des fumées au cerveau" faisait référence à la confusion mentale, une condition attribuée aux vapeurs internes qui, selon des autorités anciennes comme Hippocrate et Aristote, pouvaient être évacuées des « cerveaux chauds et fumés » soit par éternuement, soit par consommation d'alcool. De même, boire de l'alcool le matin était appelé « abattre le brouillard ».
Toutes les compositions connues de Solage se trouvent dans le Codex Chantilly, et une seule d'entre elles se trouve ailleurs. Il s'agit de la ballade à quatre voix Pluseurs gens voy qui leur pensee, copiée de Chantilly dans le manuscrit florentin Florence, Bibl. Nazionale, Panciatichi 26, mais sans son texte et sans identification de son compositeur,. Seulement dix œuvres portent le nom de Solage dans le Codex de Chantilly (l'une d'elles, Tres gentil cuer, y est retrouvée deux fois), mais deux autres peuvent lui être attribuées pour des raisons stylistiques. L'une d'elles, Le mont Aôn de Trace, se trouve également dans le même manuscrit de Florence avec Pluseurs gens voy. Ces douze œuvres se composent de 9 ballades, 2 virelais et d'un rondeau :
- Le basile de sa propre nature (ballade, 4 voices, Ch no. 79)
- Calextone, qui fut dame d'Arouse (ballade, 3 voices, Ch no. 80)
- Corps femenin par vertu de nature (ballade, 3 voices, Ch no. 24)
- En l'amoureux vergier (ballade, 3 voices, Ch no. 17)
- Fumeux fume par fumée (rondeau, 3 voices, Ch no. 98)
- Hélas, je voy mon cuer (ballade, 4 voices, Ch no. 95)
- Joieux de cuer en seumellant estoye (virelai, 4 voices, Ch no. 97)
- Pluseurs gens voy qui leur pensee (ballade, 4 voices, Ch no. 96)
- S'aincy estoit que ne feust la noblesce (ballade, 3 voices, Ch no. 50)
- Tres gentil cuer (virelai, 3 voices, Ch no. 13 & 81)

Anonyme dans la source, mais attribuable pour des raisons stylistiques :
- Adieu vous di, tres doulce compaynie (ballade, 3 voices, Ch no. 74)
- Le mont Aôn de Trace, doulz païs (ballade, 3 voices, Ch no. 22)

Toutes les œuvres de Solage ont été enregistrées par Gothic Voices sur le label Avie Records.